# Avrohom Yeshaya Karelitz
Pour les articles homonymes, voir Karelitz.
Avrohom Yeshaya Karelitz (né à Kossava le 7 novembre 1878 et mort à Bnei Brak le 24 octobre 1953) est un rabbin, talmudiste et décisionnaire du XXe siècle. 
Auteur du Hazon Ish, un commentaire du Talmud de Babylone sous le nom duquel il est connu, il quitte la Biélorussie en 1933 pour s’établir à Bnei Brak, où il attire un large nombre de fidèles. Bien qu’il n’y occupe aucune position officielle, il est reconnu comme la principale autorité sur le monde haredi à l’époque de la création de l’État d'Israël.

## Biographie
Avrohom Yeshaya nait à Kossava en Biélorussie, où son père, Shmeril, est Av beit din. Sa mère est Rashke Leah Katzenellenbogen-Epstein.
En 1911, il publie son œuvre, intitulée Hazon ich. En 1933, il s’établit en Israël où, sans aucune position officielle, il devint une autorité mondialement connue dans tous les domaines touchant à la Halakha. 

## Œuvres
- Chazon Ish, Faith & Trust, translated by Y. Goldstein, Am Asefer, 2008  (ISBN 978-965-7452-00-4)